# Cecil Peak
Cecil Peak es una montaña en la cuenca de Wakatipu, Nueva Zelanda y alcanza una altura de 1978 metros. Se encuentra en el lado sur del lago Wakatipu al sur-suroeste de Queenstown, y es muy prominente desde toda esta área.
La vegetación es principalmente hierba y colmillo (ya que está bajo un arriendo pastoral) con árboles cerca de la línea de flotación. Hidden Island es una de las cuatro islas en el lago Wakatipu y se encuentra muy cerca de la costa de Cecil Peak. El 27 de marzo de 2010, una banda local realizó un concierto al aire libre en un anfiteatro natural en el pico tocando canciones de la banda Pink Floyd.